# ТЕС Хванге
18°23′0.6″ пд. ш. 26°28′12.0″ сх. д. / 18.383500° пд. ш. 26.470000° сх. д.
ТЕС Хванге — теплова електростанція на заході Зімбабве, неподалік від кордонів з Ботсваною та Замбією. З моменту свого спорудження стала найпотужнішою ТЕС країни.
Як і інші теплові електростанції Зімбабве, ТЕС Хванге відноситься до конденсаційних та розрахована на використання вугілля. Воно постачається сюди по конвеєру довжиною 3,5 км з розташованого поруч кар'єру.
Спорудження першої черги у складі чотирьох енергоблоків потужністю по 120 МВт стартувало у 1973-му. За два роки через санкції, накладені на Південну Родезію за утиски урядом білих місцевого населення, виникли проблеми з постачанням замовленого за кордоном основного обладнання. Втім, будівельні роботи на майданчику продовжувались, а в 1980-му були розблоковані імпортні поставки. В результаті у 1984-му ввели в експлуатацію першу чергу, а ще за три роки стала до ладу друга у складі двох турбін по 220 МВт.
Для охолодження станція використовує воду із річки Замбезі, яка подається по трубопроводу довжиною 44 км та діаметром метр.
На початку 21 століття ТЕС Хванге, як і інші електростанції Зімбабве, мала проблеми з підтримкою працездатності обладнання. В січні 2018-го після відновлення одного з блоків вдалось підняти фактичну потужність станції до 661 МВт. Можливо відзначити, що в той же час через дефіцит іноземної валюти копальня Хванге не могла придбати необхідні запасні частини, що загрожувало нестачею палива.